# Associazione Sportiva Bari 1963-1964
Questa voce raccoglie le informazioni riguardanti l'Associazione Sportiva Bari nelle competizioni ufficiali della stagione 1963-1964.

## Stagione

### Il nuovo assetto societario.[1]
Nell'estate del 1963 ci sono nuovi cambiamenti nell'Associazione Sportiva Bari: l'assessore allo sport del Comune di Bari, dottor Bellomo, impone la votazione e costituzione di un consiglio direttivo di nove persone, dando termine al ruolo dei commissari straordinari. Angelo Marino, commissario assieme a De Palo nelle due stagioni precedenti, si dimette dalla dirigenza dichiarandosi non fiducioso del nuovo assetto dirigenziale del club; il professor De Palo rimane da solo a capo della società, con la carica di presidente.

### Campionato e Coppa Italia

#### Il calciomercato estivo, il girone d'andata e l'eliminazione in Coppa Italia
Nel mercato estivo l'A.S. Bari opera, fra i vari contratti chiusi affermativamente, il ritorno del portiere Mezzi, il riscatto del difensore Magnaghi e l'ingresso di alcuni giovani emergenti. Vengono inoltre acquistati i centravanti Rossi e Bruno Siciliano dalla Juventus, e Jose Fernando Puglia, detto Fernando, dal Palermo; gli ultimi due, oriundi brasiliani, sono stati apprezzati negli anni precedenti in massima serie. In uscita il centrocampista Mario Mazzoni, svincolato dopo dieci anni di militanza in biancorosso (ha detenuto il record di presenze nel Bari, 313 incontri in totale, fino all'inizio degli anni novanta), e Postiglione, come parte della contropartita di Fernando, dopo un solo anno di militanza nel Bari.
Con il tecnico della promozione in Serie A nella stagione precedente, Pietro Magni, confermato nonostante non abbia esperienza in prima serie, la squadra effettua il ritiro estivo a Varese.
L'8 settembre, a Roma, i galletti vengono eliminati dal Napoli nel primo turno di Coppa Italia per effetto di un 1-0 maturato su rigore, in una gara poco movimentata.
Il Bari ottiene 2 punti nelle prime cinque partite di campionato. Dopo la quinta giornata, persa 2-1 a Vicenza, Magni viene esonerato.
De Palo concede la guida tecnica della squadra a Tommaso Maestrelli, ex calciatore e vice sulla panchina dei pugliesi da sei anni, che in passato ha allenato solo la Lucchese in Serie B, per quattro turni nella stagione 1952-1953. Maestrelli inizia ricavando 5 punti in quattro gare. In questa striscia positiva il Bari chiude 1-1 la 7ª giornata con la Grande Inter di Helenio Herrera in uno Stadio della Vittoria stracolmo, dominando per 75 minuti, e la prima vittoria esterna della stagione, a Torino, 1-2 su sponda granata, determinata da una rete rocambolesca di Siciliano che così si sblocca (nel secondo tempo, sull'1-1 e con il Torino quasi costantemente all'attacco, in un contropiede barese, Catalano, che tenta di sfruttare un cross di Visentin, trovando davanti a sé Siciliano, lo spinge facendogli colpire di testa la palla, che finisce in porta vanificando l'uscita del portiere avversario Vieri). Dopo due sconfitte consecutive, ultima quella esterna con la Sampdoria in 11ª giornata dopo un ritiro della squadra a Lavagna, maturata dopo una prestazione dei biancorossi molto ben valutata (si registrano l'infortunio di Carrano e l'esordio positivo in massima serie di Franco Galletti, che colpisce una traversa in rovesciata), Maestrelli è esonerato dal consiglio direttivo (in estate andrà ad allenare la Reggina del presidente Oreste Granillo).
Dopo quattro anni torna ad allenare il Bari Paolo Tabanelli, con cui i galletti raccolgono 3 punti nelle ultime sei giornate del girone d'andata, chiudendolo in penultima posizione a 10 punti; 2 punti di vantaggio sul "fanalino di coda" Messina. Nel 15º turno si è sbloccato Fernando, mettendo a segno la rete dell'1-0 finale sulla SPAL, ricavata sfruttando una parata incerta dell'estremo difensore ferrarese Patregnani.

#### Il girone di ritorno
I biancorossi aprono il girone di ritorno con una serie positiva di cinque giornate, con una sola vittoria nel 22º turno (quinto di ritorno), 1-0 in casa sulla Lanerossi. Nel turno successivo, sempre in casa, nonostante una buona prestazione subiscono lo 0-1 definitivo del Messina, su contropiede. I baresi incassano quindi una serie di sconfitte (nessun pareggio), vincendo solo fra le mura amiche in 28ª e 30ª giornata, rispettivamente 2-1 con la Sampdoria dopo una buona gara (con il primo goal in A di Galletti), e 4-0 con l'Atalanta. Dopo aver perso in terzultima giornata, 3-1 in casa della SPAL, il Bari retrocede matematicamente in Serie B. La vittoria 2-0 sulla Fiorentina nell'ultimo turno di campionato, sul neutro di Pescara, in cui esordisce il portiere Maso, regala ai pugliesi i 22 punti validi per l'ultimo posto in classifica; tale piazzamento è conseguito dai biancorossi per la seconda volta nella loro storia in massima serie, dopo la stagione 1940-1941 (senza contare il posizionamento simile, all'epoca "pari merito", dell'antenato Foot-Ball Club Bari, nel girone regionale di Prima Divisione del 1924-1925).
Una parte dell'opinione pubblica barese, fra coloro che seguono maggiormente i galletti, e alcuni giornalisti, biasimano la scelta di Fernando e Siciliano, acquistati per dare un contributo tecnico significativo alla squadra ma che invece hanno reso al di sotto delle aspettative; il giornalista della Gazzetta del Mezzogiorno Nino De Feudis ritiene il rendimento dei due oriundi determinante per la retrocessione, aggiungendo che secondo lui potevano essere utilizzati meglio. Lo stesso De Feudis ammonisce che il Bari non ha sempre giocato con la stessa intensità.

## Divise
Le divise per la stagione '63-'64 sono state le seguenti:
| Prima divisa | Seconda divisa |

## Rosa
| N. |                    | Ruolo | Calciatore       |
| -- | ------------------ | ----- | ---------------- |
|    | Italia (bandiera)  | P     | Italo Ghizzardi  |
|    | Italia (bandiera)  | P     | Italo Maso       |
|    | Italia (bandiera)  | P     | Carlo Mezzi      |
|    | Italia (bandiera)  | D     | Alcide Baccari   |
|    | Italia (bandiera)  | D     | Mario Cantarelli |
|    | Italia (bandiera)  | D     | Angelo Panara    |
|    | Italia (bandiera)  | C     | Nicola Bovari    |
|    | Italia (bandiera)  | C     | Antonio Buccione |
|    | Italia (bandiera)  | C     | Biagio Catalano  |
|    | Italia (bandiera)  | C     | Angelo Carrano   |
|    | Brasile (bandiera) | C     | Fernando         |

| N. |                    | Ruolo | Calciatore           |
| -- | ------------------ | ----- | -------------------- |
|    | Italia (bandiera)  | C     | Antonio Giammarinaro |
|    | Italia (bandiera)  | C     | Franco Magnaghi      |
|    | Italia (bandiera)  | C     | Carlo Mupo           |
|    | Italia (bandiera)  | C     | Trevisan             |
|    | Italia (bandiera)  | C     | Bruno Visentin       |
|    | Italia (bandiera)  | A     | Rodolfo Bonacchi     |
|    | Italia (bandiera)  | A     | Bruno Cicogna        |
|    | Italia (bandiera)  | A     | Franco Galletti      |
|    | Italia (bandiera)  | A     | Gianni Rossi         |
|    | Brasile (bandiera) | A     | Bruno Siciliano      |
|    | Italia (bandiera)  | A     | Franco Vanzini       |

## Calciomercato

### Sessione estiva[1]
| Acquisti | Acquisti         | Acquisti  | Acquisti                                           |
| R.       | Nome             | da        | Modalità                                           |
| -------- | ---------------- | --------- | -------------------------------------------------- |
| P        | Carlo Mezzi      | Triestina | definitivo                                         |
| P        | Italo Maso       | Brindisi  | definitivo                                         |
| D        | Franco Magnaghi  | Bologna   | definitivo (35 milioni)                            |
| D        | Mario Cantarelli | Monza     | definitivo (in cambio di Sacchella + 10 milioni)   |
| C        | Nicola Bovari    | Inter     | prestito                                           |
| C        | Fernando         | Palermo   | definitivo (in cambio di Postiglione + 15 milioni) |
| C        | Trevisan         | Brindisi  | definitivo                                         |
| A        | Franco Galletti  | Inter     | prestito                                           |
| A        | Gianni Rossi     | Juventus  | definitivo (130 milioni incluso Siciliano)         |
| A        | Bruno Siciliano  | Juventus  | definitivo (130 milioni incluso Rossi)             |

| Cessioni | Cessioni           | Cessioni | Cessioni                                          |
| R.       | Nome               | da       | Modalità                                          |
| -------- | ------------------ | -------- | ------------------------------------------------- |
| P        | Luigi Ferrari      | Lecce    | definitivo                                        |
| C        | Mario Mazzoni      | -        | svincolato                                        |
| C        | Guido Postiglione  | Palermo  | definitivo (in cambio di Fernando + 15 milioni)   |
| A        | Ulderico Sacchella | Monza    | definitivo (in cambio di Cantarelli + 10 milioni) |

### Sessione autunnale (novembre)[3]
| Acquisti | Acquisti | Acquisti | Acquisti |
| R.       | Nome     | da       | Modalità |
| -------- | -------- | -------- | -------- |

| Cessioni | Cessioni         | Cessioni | Cessioni                |
| R.       | Nome             | da       | Modalità                |
| -------- | ---------------- | -------- | ----------------------- |
| A        | Rodolfo Bonacchi | Potenza  | definitivo (33 milioni) |

## Risultati

### Serie A

#### Girone di andata
| Arbitro: | Jonni (Macerata) |

|                     |           |                                             |
| Catalano 43’ (rig.) | Marcatori | 7’ (aut.) Fernando 32’ Sormani 78’ De Sisti |

| Bari 22 settembre 1963, ore 15,30 2ª giornata | Bari            | 0 – 0 referto | Mantova | Stadio della Vittoria (circa 30.000 spett.)\| Arbitro: \| Rigato (Mestre) \| |
| Arbitro:                                      | Rigato (Mestre) |               |         |                                                                              |

| Arbitro: | Varazzani (Parma) |

|                                            |           |  |
| Da Costa 8’ Sivori 32’ (rig.) 66’ Nené 89’ | Marcatori |  |

| Bari 29 settembre 1963, ore 15,30 4ª giornata | Bari           | 0 – 0 referto | Modena | Stadio della Vittoria (circa 20.000 spett.)\| Arbitro: \| Monti (Ancona) \| |
| Arbitro:                                      | Monti (Ancona) |               |        |                                                                             |

| Arbitro: | Grignani (Milano) |

|                        |           |              |
| Vinicio 24’ 52’ (rig.) | Marcatori | 90’ Catalano |

| Arbitro: | Gambarotta (Genova) |

|                     |           |              |
| Catalano 43’ (aut.) | Marcatori | 72’ Catalano |

| Arbitro: | Francescon (Padova) |

|                  |           |             |
| Giammarinaro 14’ | Marcatori | 74’ Mazzola |

| Bari 27 ottobre 1963 8ª giornata | Bari           | 0 – 0 referto | Catania | Stadio della Vittoria\| Arbitro: \| Righi (Milano) \| |
| Arbitro:                         | Righi (Milano) |               |         |                                                       |

| Arbitro: | Righi (Milano) |

|                  |           |                                         |
| Peirò 15’ (rig.) | Marcatori | 44’ (rig.) Catalano 77’ Bruno Siciliano |

| Arbitro: | Lo Bello (Siracusa) |

|  |           |                          |
|  | Marcatori | 12’ Zanetti 56’ Maraschi |

| Arbitro: | Angonese (Mestre) |

|                         |           |  |
| Tamborini 18’ Salvi 77’ | Marcatori |  |

| Arbitro: | Rigato (Mestre) |

|  |           |            |
|  | Marcatori | 1’ Nielsen |

| Arbitro: | De Robbio (Torre Annunziata) |

|               |           |  |
| Calvanese 57’ | Marcatori |  |

| Genova 22 dicembre 1963 14ª giornata | Genoa          | 0 – 0 referto | Bari | Stadio Luigi Ferraris\| Arbitro: \| Righi (Milano) \| |
| Arbitro:                             | Righi (Milano) |               |      |                                                       |

| Arbitro: | Gambarotta (Genova) |

|              |           |  |
| Fernando 59’ | Marcatori |  |

| Arbitro: | De Marchi (Pordenone) |

|  |           |             |
|  | Marcatori | 9’ 24’ Sani |

| Arbitro: | Campanati (Milano) |

|            |           |  |
| Petris 61’ | Marcatori |  |

#### Girone di ritorno
| Roma 26 gennaio 1964 18ª giornata | Roma              | 0 – 0 referto | Bari | Stadio Olimpico\| Arbitro: \| Roversi (Bologna) \| |
| Arbitro:                          | Roversi (Bologna) |               |      |                                                    |

| Mantova 2 febbraio 1964 19ª giornata | Mantova             | 0 – 0 referto | Bari | Stadio Danilo Martelli\| Arbitro: \| Lo Bello (Siracusa) \| |
| Arbitro:                             | Lo Bello (Siracusa) |               |      |                                                             |

| Arbitro: | Rigato (Mestre) |

|             |           |            |
| Vanzini 42’ | Marcatori | 40’ Sivori |

| Arbitro: | Adami (Roma) |

|               |           |              |
| Brighenti 39’ | Marcatori | 33’ Visentin |

| Arbitro: | Righi (Milano) |

|             |           |  |
| Vanzini 41’ | Marcatori |  |

| Arbitro: | Genel (Trieste) |

|  |           |             |
|  | Marcatori | 87’ Benitez |

| Arbitro: | Francescon (Padova) |

|                                              |           |  |
| S.Mazzola 38’ Petroni 46’ Baccari 51’ (aut.) | Marcatori |  |

| Arbitro: | Roversi (Bologna) |

|              |           |  |
| Battaglia 5’ | Marcatori |  |

| Arbitro: | Angonese (Mestre) |

|  |           |                            |
|  | Marcatori | 3’, 61’ Ferrini 88’ Crippa |

| Arbitro: | Marchese (Napoli) |

|               |           |  |
| Governato 39’ | Marcatori |  |

| Arbitro: | Lo Bello (Siracusa) |

|                           |           |             |
| Catalano 33’ Galletti 61’ | Marcatori | 76’ Barison |

| Arbitro: | Sbardella (Roma) |

|                             |           |           |
| Nielsen 28’, 87’ Perani 44’ | Marcatori | 79’ Rossi |

| Arbitro: | D'Agostini (Roma) |

|                                            |           |  |
| Catalano 27’ Galletti 79’ Cicogna 87’, 89’ | Marcatori |  |

| Arbitro: | Jonni (Macerata) |

|              |           |                     |
| Galletti 52’ | Marcatori | 79’ Bean 80’ Meroni |

| Arbitro: | Marchese (Napoli) |

|                                |           |                    |
| Novelli 9’ Micheli 16’ Bui 38’ | Marcatori | 69’ (rig.) Baccari |

| Arbitro: | Righetti (Torino) |

|                                 |           |  |
| Buccione 33’ (aut.) Lodetti 43’ | Marcatori |  |

| Arbitro: | Palazzo (Palermo) |

|                        |           |  |
| Rossi 49’ Fernando 59’ | Marcatori |  |

### Coppa Italia
| Arbitro: | Angelini (Firenze) |

|  |           |                    |
|  | Marcatori | 77’ (rig.) Corelli |

## Statistiche

### Statistiche di squadra
| Competizione | Punti | In casa | In casa | In casa | In casa | In casa | In casa | In trasferta | In trasferta | In trasferta | In trasferta | In trasferta | In trasferta | Neutro | Neutro | Neutro | Neutro | Neutro | Neutro | Totale | Totale | Totale | Totale | Totale | Totale | D.R. |
| Competizione | Punti | G       | V       | N       | P       | Gf      | Gs      | G            | V            | N            | P            | Gf           | Gs           | G      | V      | N      | P      | Gf     | Gs     | G      | V      | N      | P      | Gf     | Gs     | D.R. |
| ------------ | ----- | ------- | ------- | ------- | ------- | ------- | ------- | ------------ | ------------ | ------------ | ------------ | ------------ | ------------ | ------ | ------ | ------ | ------ | ------ | ------ | ------ | ------ | ------ | ------ | ------ | ------ | ---- |
| Campionato   | 22    | 16      | 4       | 5       | 7       | 11      | 15      | 17           | 1            | 5            | 10           | 7            | 29           | 1      | 1      | 0      | 0      | 2      | 0      | 34     | 6      | 10     | 18     | 20     | 44     | -24  |
| Coppa Italia | -     | 0       | 0       | 0       | 0       | -       | -       | 0            | 0            | 0            | 0            | -            | -            | 1      | 0      | 0      | 1      | 0      | 1      | 1      | 0      | 0      | 1      | 0      | 1      | -1   |
| Totale       | -     | 16      | 4       | 5       | 7       | 11      | 15      | 17           | 1            | 5            | 10           | 7            | 29           | 2      | 1      | 0      | 1      | 2      | 1      | 35     | 6      | 10     | 19     | 20     | 45     | -25  |

### Statistiche dei giocatori
| Giocatore       | Campionato | Campionato | Coppa Italia | Coppa Italia | Totale   | Totale |
| Giocatore       | Presenze   | Reti       | Presenze     | Reti         | Presenze | Reti   |
| --------------- | ---------- | ---------- | ------------ | ------------ | -------- | ------ |
| A. Baccari      | 28         | 1          | 0            | -            | 28       | 1      |
| R. Bonacchi     | 0          | -          | 1            | 0            | 1        | 0      |
| N. Bovari       | 8          | 0          | 0            | -            | 8        | 0      |
| A. Buccione     | 32         | 0          | 1            | 0            | 33       | 0      |
| M. Cantarelli   | 1          | 0          | 0            | -            | 1        | 0      |
| A. Carrano      | 10         | 0          | 0            | -            | 10       | 0      |
| B. Catalano     | 31         | 6          | 1            | 0            | 32       | 6      |
| B. Cicogna      | 24         | 2          | 0            | -            | 24       | 2      |
| Fernando        | 12         | 2          | 1            | 0            | 13       | 2      |
| F. Galletti     | 12         | 2          | 0            | -            | 12       | 2      |
| I. Ghizzardi    | 18         | -?         | 1            | -1           | 19       | -1+    |
| A. Giammarinaro | 20         | 1          | 1            | 0            | 21       | 1      |
| F. Magnaghi     | 25         | 0          | 1            | 0            | 26       | 0      |
| I. Maso         | 1          | 0          | 0            | -            | 1        | 0      |
| C. Mupo         | 24         | 0          | 1            | 0            | 25       | 0      |
| C. Mezzi        | 15         | -?         | 0            | -            | 15       | -0+    |
| A. Panara       | 27         | 0          | 1            | 0            | 28       | 0      |
| G. Rossi        | 22         | 2          | 1            | 0            | 23       | 2      |
| B. Siciliano    | 22         | 1          | 0            | -            | 22       | 1      |
| Trevisan        | 0          | -          | 0            | -            | 0        | -      |
| F. Vanzini      | 13         | 2          | 0            | -            | 13       | 2      |
| B. Visentin     | 29         | 1          | 1            | 0            | 30       | 1      |